# Boo (Schweden)
Boo ist eine Ortschaft in der Gemeinde Nacka der schwedischen Provinz Stockholms län. Sie ist durch die Meerenge Skurusundet von Stockholm getrennt. Vor 2015 war Boo eigenständiger Tätort mit zuletzt 24.052 Einwohnern (2010). Seither zählt es zum Tätort Stockholm.
Die Gegend war lange Zeit mit wenigen Gutshöfen und Bauernkaten dünn besiedelt. Heute besteht die Bebauung überwiegend aus Villen. Im Ortsteil Orminge entstanden zwischen 1967 und 1971 im Zuge des schwedischen Millionenprogramms Plattenbauten.

## Söhne und Töchter der Gemeinde
- Svante Thunberg (* 1969), Schauspieler, Produzent und Autor
- Linda Boström Knausgård (* 1972), Autorin und Schriftstellerin
- Tommy Macias (* 1993), Judoka